# Vuelta a España 2024/16. Etappe
Die 16. Etappe der Vuelta a España 2024 fand am 2. September 2024 statt. Sie endete mit der siebten Bergankunft der 79. Austragung des spanischen Etappenrennens. Die Strecke führte von Luanco über 181,3 Kilometern zu den Lagos de Covadonga, wo sich das Ziel auf einer Höhe von 1069 Metern befand. Nach der Etappe hatten die Fahrer 2610,8 Kilometer absolviert, was 79,08 % der Gesamtdistanz entspricht.
Den Etappensieg sicherte sich der Spanier Marc Soler (UAE Team Emirates), der sich im Schlussanstieg zu den Lagos de Covadonga rund 4,5 Kilometer vor dem Ziel aus der Fluchtgruppe absetzte. Dahinter folgten Filippo Zana (Team Jayco AlUla) und Max Poole (Team dsm-firmenich PostNL) mit einem Rückstand von 18 bzw. 23 Sekunden. Ben O’Connor (Decathlon AG2R La Mondiale Team) verteidigte das Rote Trikot, lag nun jedoch nur noch fünf Sekunden vor Primož Roglič (Red Bull–Bora–Hansgrohe).

## Streckenverlauf
Nach dem offiziellen Start führte die Strecke entlang der Atlantikküste nach Gijón, ehe es über hügliges Terrain nach Villaviciosa und Colunga ging. Nach 70 Kilometern begann die Auffahrt auf den Mirador del Fito (578 m), der auf einer Länge von 7,1 Kilometern eine durchschnittliche Steigung von 7,9 % aufwies. Er galt als Anstieg der 1. Kategorie und wurde nach 77,1 Kilometern überquert. Die anschließende Abfahrt führte die Fahrer nach Arriondas, ehe es über einen kurze nicht-kategorisierte Steigung nach Cangas de Onís ging. Nach einer kurzen Fahrt Richtung Süden wurde die Pico Pierzo umrundet, wobei im Süden des Berges der Collada Llomena (1003 m) aus östlicher Richtung befahren wurde. Der 7,6 Kilometer lange Pass der 1. Kategorie stieg dabei im Schnitt mit 9,3 % an. Auf der Kuppe wurde nach 125 Kilometern eine Bergwertung der 1. Kategorie und ein Bonussprint abgenommen. Nach der anschließenden Abfahrt ging es zurück nach Cangas de Onís, wo 22 Kilometer vor dem Ziel der einzige Zwischensprint ausgefahren wurde.
Der Schlussanstieg zu den Lagos de Covadonga ist 12,5 Kilometer lang und weist eine durchschnittliche Steigung von 6,9 % auf. Im oberen Teil befinden sich jedoch immer wieder kurze Flachstücke und Abfahrten, die den Steigungsschnitt deutlich reduzieren. Nachdem die ersten Meter mit rund 5 % ansteigen, folgen rund sieben Kilometer, auf denen die Durchschnittssteigungen nur selten unter die 10 %-Marke fallen. Im Abschnitt La Huesera werden zudem sechs Kilometer vor dem Ziel Rampen von bis zu 16 % erreicht. Rund fünf Kilometer vor dem Ziel flacht die Straße vor dem Mirador de la Reina für rund 500 Meter zum ersten Mal ab, ehe ein weiterer Kilometer mit rund 9 % im Schnitt folgt. Das zweite Flachstück ist fast einen Kilometer lang und beinhaltet eine kurze Zwischenabfahrt mit einer technischen Rechtskurve, bevor 1500 teils steile Meter absolviert werden müssen. Beim Lago Enol flacht die Strecke ein letztes Mal ab. Das Ziel befand sich am Ende einer kurzen Rampe auf einer Höhe von 1069 Metern neben dem Pedro Pidal Visitor Center. Der Anstieg galt als Bergwertung der Categoría especial.
|                             | Ort                | Kilometer | Länge (km) | Höhe (m) | Ø Steigung | max. Steigung |
| --------------------------- | ------------------ | --------- | ---------- | -------- | ---------- | ------------- |
| neutralisierter Start       | Luanco             | -3        |            |          |            |               |
| offizieller Start           | AS-388             | 0         |            |          |            |               |
| Bergwertung (1. Kategorie)  | Mirador del Fito   | 77,1      | 7,1        | 578      | 7,9 %      | 12 %          |
| Bergwertung (1. Kategorie)  | Collada Llomena    | 125       | 7,6        | 1003     | 9,3 %      | 14 %          |
| Bonussprint                 | Collada Llomena    | 125       |            |          |            |               |
| Zwischensprint              | Cangas de Onís     | 159,3     |            |          |            |               |
| Bergwertung (ESP Kategorie) | Lagos de Covadonga | 181,3     | 12,5       | 1069     | 6,9 %      | 16 %          |
| Ziel                        | Lagos de Covadonga | 181,3     |            |          |            |               |

## Rennverlauf
Mit Tom Paquot (Intermarché-Wanty) und Callum Scotson (Jayco AlUla) setzten zwei Fahrer das Rennen nach dem zweiten Ruhetag nicht fort. Nachdem das Rennen freigegeben worden war, kam es zu den ersten Angriffen, wobei sich zunächst keine Gruppe lösen konnte. In der Anfangsphase kamen Wout van Aert (Visma-Lease a Bike), Filippo Zana (Jayco Alula) und Laurens Huys (Arkéa-B&B Hotels) zu Sturz. Alle drei Fahrer konnten das Rennen jedoch fortsetzen. Nach rund 50 Kilometern bildete sich schlussendlich die Ausreißergruppe des Tages, in der mit Matthew Riccitello, Marco Frigo (beide Israel-Premier Tech), Ion Izagirre (Cofidis), Max Poole, Martijn Tusveld (beide dsm-firmenich PostNL), Marc Soler, Isaac Del Toro, Jay Vine (alle UAE Team Emirates), William Junior Lecerf (Soudal Quick-Step), Wout van Aert, Filippo Zanna, Felix Engelhardt (beide Jayco AlUla), Simon Guglielmi (Arkéa-B&B Hotels), Darren Rafferty (EF Education-EasyPost), Fran Miholjević (Bahrain Victorious), Oier Lazkano (Movistar) und Sylvain Moniquet (Lotto Dstny) 17 Fahrer vertreten waren. Der bestplatzierte Matthew Riccitello lag in der Gesamtwertung bereits rund eine Stunde zurück und stellte so keine Gefahr für den gesamtführenden Ben O’Connor (Decathlon AG2R La Mondiale) dar.
Nachdem die Ausreißer einen Vorsprung von rund zehn Minuten herausgefahren hatten, gewann Wout van Aert die erste Bergwertung auf dem Mirador del Fito, wobei er sich vor Jay Vine und Marco Frigo durchsetzte. Im Anschluss konnte sich der Belgier in der nachfolgenden Abfahrt von der Ausreißergruppe absetzen und fuhr rasch einen Vorsprung von einer Minute heraus. Trotz seines großen Vorsprungs ließ er sich jedoch 76 Kilometer vor dem Ziel einholen, ehe die Auffahrt auf den Collada Llomena begann. Im Anschluss gewann Wout van Aert auch die zweite Bergwertung des Tages, wobei er sich diesmal vor Filippo Zana und Isaac Del Toro durchsetzte. Jay Vine, der als erster Verfolger in der Bergwertung nur vier Punkte zurückgelegen war, punktete jedoch nicht. In der anschließenden nassen Abfahrt kam es in der Ausreißergruppe zu einem Sturz, wobei der voranfahrende Felix Engelhardt in einer Linkskurve wegrutschte. Wout van Aert, der an der zweiten Position fuhr, versuchte einen Sturz zu verhindern, wurde jedoch von der Ideallinie gedrängt und prallte gegen einen Felsvorsprung. Dahinter kam auch Isaac Del Toro zu Sturz. Nachdem alle drei Fahrer das Rennen erneut aufgenommen hatten, stieg Wout van Aert wenig später vom Rad, da er sich beim Aufprall eine größere Wunde am rechten Knie zugezogen hatte. Der Belgier musste die Vuelta a España somit als Führender der Punkte- und Bergwertung vorzeitig verlassen. Unterdessen hatte das Movistar Team das Tempo im Anstieg des Collada Llomena forciert. Kurz vor der Passhöhe griff Enric Mas (Movistar) rund 60 Kilometer vor dem Ziel an, wobei ihm nur wenige Fahrer folgen konnten. Wenig später forcierte auch Mikel Landa (Soudal Quick-Step) das Tempo. Der Spanier konnte sich jedoch ebenfalls nicht entscheidend lösen. Nachdem kurzzeitig nur acht Fahrer in der Gruppe um das Rote Trikot verblieben waren, schlossen weitere Fahrer zu den Angreifern auf und die Rennsituation beruhigte sich erneut.
Nachdem die Ausreißergruppe zerfallen war, forcierte Marco Frigo als erster Fahrer das Tempo im Anstieg zu den Lagos de Covadonga. Zunächst konnten nur Max Poole, Isaac Del Toro und Filippo Zana dem Italiener folgen, ehe auch Matthew Riccitello und Marc Soler die Lücke zu der Spitze des Rennens schlossen. Nach einem Antritt von Marc Soler, setzte sich Max Poole gemeinsam mit Filippo Zana rund neun Kilometer vor dem Ziel von den restlichen Fahrern ab. Die beiden konnten ihre ehemaligen Fluchtgefährten im zunehmenden Nebel distanzieren, wobei Marc Soler als einziger Fahrer die Lücke noch einmal schloss. Nachdem Max Poole den Großteil der Führungsarbeit geleistet hatte, griff der Spanier 4,5 Kilometer vor dem Ziel an und konnte rasch eine kleine Lücke herausfahren. Auf den unrhythmischen letzten Kilometern verteidigte er seinen Vorsprung und gewann seine insgesamt dritte Vuelta-a-España-Etappe mit einem Vorsprung von 18 Sekunden vor Filippo Zana. Max Poole folgte als Dritter mit einem Rückstand von 23 Sekunden. Im Hauptfeld hatte unterdessen Mikel Landa rund 8,5 Kilometer vor dem Ziel angegriffen und sich etwas von den anderen Gesamtklassement-Fahrern absetzen können. Er wurde jedoch nach einer Tempoverschärfung durch Enric Mas rund sechs Kilometer vor dem Ziel wieder gestellt. Zwischenzeitlich war der gesamtführende Ben O’Connor (Decathlon AG2R La Mondiale) zurückgefallen und nur Primož Roglič (Red Bull–Bora–Hansgrohe), Richard Carapaz (EF Education-EasyPost) und David Gaudu (Groupama-FDJ) hatten dem Spanier folgen können. Nach einem weiteren Antritt von Enric Mas wurde auch Primož Roglič kurzzeitig distanziert, wobei der Slowene die Lücke im oberen Teil rasch wieder schließen konnte. Mikel Landa hingegen konnte dem hohen Tempo nicht folgen und erhielt auf den letzten Kilometern Hilfe von seinem Teamkollegen William Junior Lecerf, der den Großteil der Etappe in der Ausreißergruppe absolviert hatte. Nachdem auch David Gaudu zurückgefallen war, erreichten Enric Mas, Richard Carapaz und Primož Roglič das Ziel zeitgleich, wobei sie einen Rückstand von drei Minuten und 54 Sekunden auf den Etappensieger aufwiesen. Nur sieben Sekunden dahinter folgten Mattias Skjelmose Jensen (Lidl-Trek) und David Gaudu, ehe Carlos Rodríguez (Ineos Grenadiers) und Mikel Landa mit einem Rückstand von elf Sekunden folgten. Nach Sepp Kuss (Visma-Lease a Bike) und Adam Yates (UAE Team Emirates) folgte Florian Lipowitz (Red Bull–Bora–Hansgrohe), der den Zielstrich vier Minuten und 46 Sekunden hinter dem Tagessieger überquerte und so das Weiße Trikot des besten Nachwuchsfahrers abgeben musste. Dahinter folgte Ben O’Connor auf dem 20. Rang. Im Ziel wies er einen Rückstand von vier Minuten und 52 Sekunden auf, womit er 58 Sekunden gegenüber Primož Roglič verlor und das Rote Trikot um fünf Sekunden verteidigte.
In der Gesamtwertung liegt Ben O’Connor nun nur noch fünf Sekunden vor Primož Roglič. Enric Mas weist als Gesamtdritter einen Rückstand von einer Minute und 25 Sekunden auf. Dahinter folgen Richard Carapaz und Mikel Landa, während sich David Gaudu auf den sechsten Gesamtrang schob. Carlos Rodríguez übernahm als neuer Gesamtsiebter die Führung in der Nachwuchswertung, liegt jedoch nur sieben Sekunden vor Mattias Skjelmose Jensen und 34 Sekunden vor Florian Lipowitz, die zugleich seine ersten Verfolger im Gesamtklassement sind. Auf dem zehnten Gesamtrang liegt nach wie vor Pavel Sivakov (UAE Team Emirates), wobei er nur eine Sekunde Vorsprung gegenüber seinem Teamkollegen Adam Yates aufweist. Nach dem Ausscheiden von Wout van Aert übernahm Kaden Groves (Alpecin-Deceuninck) die Führung in der Punktewertung. Der Australier liegt nun 87 Punkte vor seinem ersten Verfolger. In der Bergwertung liegt nun Jay Vine mit 56 Punkten voran. Sein erster Verfolger, sein Teamkollege Marc Soler, weist jedoch einen Rückstand von nur 14 Punkten auf. Der Spanier wurde zudem zum aktivsten Fahrer gewählt, während seine Mannschaft, das UAE Team Emirates, nach wie vor die Mannschaftswertung anführt. Neben Wout van Aert gab auch Rémy Rochas (Groupama-FDJ) das Rennen auf, womit noch 143 Fahrer in der Rundfahrt verblieben.

## Ergebnis
| \| Etappenergebnis \| Etappenergebnis \| Etappenergebnis \| Etappenergebnis \| Etappenergebnis \| \| Fahrer \| Fahrer \| Land \| Team \| Zeit \| \| --------------- \| ------------------ \| ---------------------- \| ------------------------- \| --------------- \| \| 1. \| Marc Soler \| Spanien \| UAE Team Emirates \| 4 h 44 min 46 s \| \| 2. \| Filippo Zana \| Italien \| Team Jayco AlUla \| + 18 s \| \| 3. \| Max Poole \| Vereinigtes Königreich \| Team dsm-firmenich PostNL \| + 23 s \| \| 4. \| Jay Vine \| Australien \| UAE Team Emirates \| + 57 s \| \| 5. \| Ion Izagirre \| Spanien \| Cofidis \| + 1 min 02 s \| \| 6. \| Isaac Del Toro \| Mexiko \| UAE Team Emirates \| + 1 min 29 s \| \| 7. \| Marco Frigo \| Italien \| Israel-Premier Tech \| + 1 min 35 s \| \| 8. \| Matthew Riccitello \| Vereinigte Staaten \| Israel-Premier Tech \| + 1 min 47 s \| \| 9. \| Enric Mas \| Spanien \| Movistar Team \| + 3 min 54 s \| \| 10. \| Richard Carapaz \| Ecuador \| EF Education-EasyPost \| + 3 min 54 s \| |                    |                        |                           |                 |
| |                    |                        |                           |                 |
| Quelle: ProCyclingStats |                    |                        |                           |                 |
| Etappenergebnis |                    |                        |                           |                 |
| Fahrer | Fahrer             | Land                   | Team                      | Zeit            |
| 1. | Marc Soler         | Spanien                | UAE Team Emirates         | 4 h 44 min 46 s |
| 2. | Filippo Zana       | Italien                | Team Jayco AlUla          | + 18 s          |
| 3. | Max Poole          | Vereinigtes Königreich | Team dsm-firmenich PostNL | + 23 s          |
| 4. | Jay Vine           | Australien             | UAE Team Emirates         | + 57 s          |
| 5. | Ion Izagirre       | Spanien                | Cofidis                   | + 1 min 02 s    |
| 6. | Isaac Del Toro     | Mexiko                 | UAE Team Emirates         | + 1 min 29 s    |
| 7. | Marco Frigo        | Italien                | Israel-Premier Tech       | + 1 min 35 s    |
| 8. | Matthew Riccitello | Vereinigte Staaten     | Israel-Premier Tech       | + 1 min 47 s    |
| 9. | Enric Mas          | Spanien                | Movistar Team             | + 3 min 54 s    |
| 10. | Richard Carapaz    | Ecuador                | EF Education-EasyPost     | + 3 min 54 s    |

## Gesamtstände
| \| Gesamtwertung \| Gesamtwertung \| Gesamtwertung \| Gesamtwertung \| Gesamtwertung \| \| Fahrer \| Fahrer \| Land \| Team \| Zeit \| \| ------------- \| ----------------- \| ------------- \| -------------------------- \| ---------------- \| \| 1. \| Ben O’Connor \| Australien \| Decathlon-AG2R La Mondiale \| 65 h 09 min 00 s \| \| 2. \| Primož Roglič \| Slowenien \| Red Bull-Bora-Hansgrohe \| + 5 s \| \| 3. \| Enric Mas \| Spanien \| Movistar Team \| + 1 min 25 s \| \| 4. \| Richard Carapaz \| Ecuador \| EF Education-EasyPost \| + 1 min 46 s \| \| 5. \| Mikel Landa \| Spanien \| Soudal Quick-Step \| + 2 min 18 s \| \| 6. \| David Gaudu \| Frankreich \| Groupama-FDJ \| + 3 min 48 s \| \| 7. \| Carlos Rodríguez \| Spanien \| Ineos Grenadiers \| + 3 min 53 s \| \| 8. \| Mattias Skjelmose \| Dänemark \| Lidl-Trek \| + 4 min 00 s \| \| 9. \| Florian Lipowitz \| Deutschland \| Red Bull-Bora-Hansgrohe \| + 4 min 27 s \| \| 10. \| Pavel Sivakov \| Frankreich \| UAE Team Emirates \| + 5 min 19 s \| |                   |             |                            |                  |
| |                   |             |                            |                  |
| Quelle: ProCyclingStats |                   |             |                            |                  |
| Gesamtwertung |                   |             |                            |                  |
| Fahrer | Fahrer            | Land        | Team                       | Zeit             |
| 1. | Ben O’Connor      | Australien  | Decathlon-AG2R La Mondiale | 65 h 09 min 00 s |
| 2. | Primož Roglič     | Slowenien   | Red Bull-Bora-Hansgrohe    | + 5 s            |
| 3. | Enric Mas         | Spanien     | Movistar Team              | + 1 min 25 s     |
| 4. | Richard Carapaz   | Ecuador     | EF Education-EasyPost      | + 1 min 46 s     |
| 5. | Mikel Landa       | Spanien     | Soudal Quick-Step          | + 2 min 18 s     |
| 6. | David Gaudu       | Frankreich  | Groupama-FDJ               | + 3 min 48 s     |
| 7. | Carlos Rodríguez  | Spanien     | Ineos Grenadiers           | + 3 min 53 s     |
| 8. | Mattias Skjelmose | Dänemark    | Lidl-Trek                  | + 4 min 00 s     |
| 9. | Florian Lipowitz  | Deutschland | Red Bull-Bora-Hansgrohe    | + 4 min 27 s     |
| 10. | Pavel Sivakov     | Frankreich  | UAE Team Emirates          | + 5 min 19 s     |

| Punktewertung | Punktewertung   | Punktewertung          | Punktewertung              | Punktewertung |
| Fahrer        | Fahrer          | Land                   | Team                       | Punkte        |
| ------------- | --------------- | ---------------------- | -------------------------- | ------------- |
| 1.            | Kaden Groves    | Australien             | Alpecin-Deceuninck         | 182 P.        |
| 2.            | Harold Tejada   | Kolumbien              | Astana Qazaqstan Team      | 95 P.         |
| 3.            | Pablo Castrillo | Spanien                | Equipo Kern Pharma         | 93 P.         |
| 4.            | Marc Soler      | Spanien                | UAE Team Emirates          | 82 P.         |
| 5.            | Pavel Bittner   | Tschechien             | Team dsm-firmenich PostNL  | 81 P.         |
| 6.            | Max Poole       | Vereinigtes Königreich | Team dsm-firmenich PostNL  | 81 P.         |
| 7.            | Primož Roglič   | Slowenien              | Red Bull-Bora-Hansgrohe    | 78 P.         |
| 8.            | Stefan Küng     | Schweiz                | Groupama-FDJ               | 74 P.         |
| 9.            | Ben O’Connor    | Australien             | Decathlon-AG2R La Mondiale | 73 P.         |
| 10.           | Marco Frigo     | Italien                | Israel-Premier Tech        | 72 P.         |

| Bergwertung | Bergwertung       | Bergwertung            | Bergwertung               | Bergwertung |
| Fahrer      | Fahrer            | Land                   | Team                      | Punkte      |
| ----------- | ----------------- | ---------------------- | ------------------------- | ----------- |
| 1.          | Jay Vine          | Australien             | UAE Team Emirates         | 56 P.       |
| 2.          | Marc Soler        | Spanien                | UAE Team Emirates         | 42 P.       |
| 3.          | Pablo Castrillo   | Spanien                | Equipo Kern Pharma        | 37 P.       |
| 4.          | Filippo Zana      | Italien                | Team Jayco AlUla          | 27 P.       |
| 5.          | Marco Frigo       | Italien                | Israel-Premier Tech       | 26 P.       |
| 6.          | Adam Yates        | Vereinigtes Königreich | UAE Team Emirates         | 22 P.       |
| 7.          | Alexander Wlassow | Neutrales Banner       | Red Bull-Bora-Hansgrohe   | 19 P.       |
| 8.          | Max Poole         | Vereinigtes Königreich | Team dsm-firmenich PostNL | 19 P.       |
| 9.          | Primož Roglič     | Slowenien              | Red Bull-Bora-Hansgrohe   | 18 P.       |
| 10.         | David Gaudu       | Frankreich             | Groupama-FDJ              | 18 P.       |

| Nachwuchswertung | Nachwuchswertung       | Nachwuchswertung       | Nachwuchswertung           | Nachwuchswertung  |
| Fahrer           | Fahrer                 | Land                   | Team                       | Zeit              |
| ---------------- | ---------------------- | ---------------------- | -------------------------- | ----------------- |
| 1.               | Carlos Rodríguez       | Spanien                | Ineos Grenadiers           | 65 h 12 min 53 s  |
| 2.               | Mattias Skjelmose      | Dänemark               | Lidl-Trek                  | + 7 s             |
| 3.               | Florian Lipowitz       | Deutschland            | Red Bull-Bora-Hansgrohe    | + 34 s            |
| 4.               | Matthew Riccitello     | Vereinigte Staaten     | Israel-Premier Tech        | + 53 min 38 s     |
| 5.               | Max Poole              | Vereinigtes Königreich | Team dsm-firmenich PostNL  | + 1 h 12 min 18 s |
| 6.               | Giovanni Aleotti       | Italien                | Red Bull-Bora-Hansgrohe    | + 1 h 22 min 19 s |
| 7.               | Junior Lecerf          | Belgien                | Soudal Quick-Step          | + 1 h 24 min 02 s |
| 8.               | Isaac Del Toro         | Mexiko                 | UAE Team Emirates          | + 1 h 26 min 49 s |
| 9.               | Mauri Vansevenant      | Belgien                | Soudal Quick-Step          | + 1 h 31 min 24 s |
| 10.              | Valentin Paret-Peintre | Frankreich             | Decathlon-AG2R La Mondiale | + 1 h 32 min 04 s |

| Mannschaftswertung | Mannschaftswertung         | Mannschaftswertung           | Mannschaftswertung |
| Team               | Team                       | Land                         | Zeit               |
| ------------------ | -------------------------- | ---------------------------- | ------------------ |
| 1.                 | UAE Team Emirates          | Vereinigte Arabische Emirate | 194 h 58 min 35 s  |
| 2.                 | Red Bull-Bora-Hansgrohe    | Deutschland                  | + 43 min 00 s      |
| 3.                 | Decathlon-AG2R La Mondiale | Frankreich                   | + 1 h 20 min 18 s  |
| 4.                 | Team Visma \| Lease a Bike | Niederlande                  | + 1 h 30 min 39 s  |
| 5.                 | Soudal Quick-Step          | Belgien                      | + 1 h 49 min 16 s  |
| 6.                 | Groupama-FDJ               | Frankreich                   | + 1 h 59 min 52 s  |
| 7.                 | Lidl-Trek                  | Vereinigte Staaten           | + 2 h 08 min 53 s  |
| 8.                 | Ineos Grenadiers           | Vereinigtes Königreich       | + 2 h 20 min 26 s  |
| 9.                 | Israel-Premier Tech        | Israel                       | + 2 h 30 min 02 s  |
| 10.                | Movistar Team              | Spanien                      | + 2 h 35 min 35 s  |

## Ausgeschiedene Fahrer
- Callum Scotson (Team Jayco AlUla) ging krankheitsbedingt nicht an den Start
- Tom Paquot (Intermarché-Wanty) ging krankheitsbedingt nicht an den Start
- Rémy Rochas (Groupama-FDJ) gab die Etappe wegen Ermüdung auf
- Wout van Aert (Team Visma-Lease a Bike) gab die Etappe wegen Knieschmerzen auf, die er sich bei einem Sturz zugezogen hatte[4]